# Грудна клітка

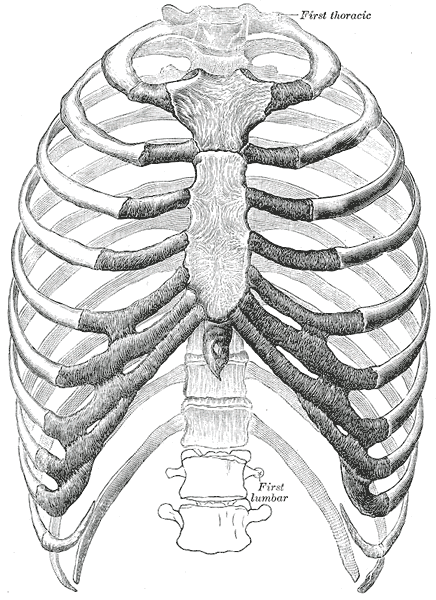
Кістки грудної клітки людини.

Анатомія грудної клітки

Грудна клітка, груди (лат. Thorax) — частина тіла, утворена грудиною, ребрами та грудним відділом хребта. Грудна клітка має форму конуса, широка частина якого знаходиться знизу, а вужча зверху.

### Стінки грудної клітки
Грудна клітка має передню, задню та бокові стінки. Передня стінка утворюється грудиною та хрящами ребер та є найкоротшою. Задня стінка утворюється грудними хребцями та частинами ребер. Бокові стінки грудної клітки є найдовшими та утворюються тілами ребер.

### Грудна порожнина
Грудна клітка має грудну порожнину (Cavum thoracis), що обмежують стінки грудної клітки з боків. Зверху грудної порожнини розташований верхній отвір (apertura thoracis superior) — обмежений спереду верхнім краєм ручки грудини, ззаду тілом першого грудного хребця, з боків 1 ребрами. Нижній отвір грудної клітки (apertura thoracis inferior) — обмежений спереду мечеподібним відростком грудини, ззаду — тілом 12 грудного хребця, з боків — вільними кінцями 11—12 ребер.